# مقاطعة ولد ينج
ولد ينج هي مقاطعة في جنوب موريتانيا، يقع في ولاية كيدي ماغا. تقع على حافة كاراكورو ، أحد روافد نهر السنغال الذي يمثل الحدود مع مالي .

## التقسيم الإداري
تتكون المقاطعة من البلديات التالية (رمز مكتب الإحصاء):
1. ولد ينج (10101)
2. لعبلي (10102)
3. التكتاكه (10103)
4. دافور (10104)
5. بوعنز (10105)
6. لحرج (10106)
7. لعوينات (10107)

## المناخ
وهي المقاطعة التي تتمتع بأفضل نظام ري في البلاد والذي يسجل في بعض الأحيان أكثر من 600 مم / سنة مما يجعلها واحدة من المناطق الزراعية والرعوية الرئيسية في موريتانيا، حيث تحفاظ على التبادلات الهامة مع الجارة المالي.

## جغرافية
تتميز تضاريسها بحجم الروافد وعدد الأودية ومستوى الجبال وتنوع الحيوانات والنباتات.

## السياحة
تتميز المقاطعات أيضًا بتعدد مواقعها السياحية: مراكزها الحضرية الأصيلة ( N'Jew ) ، وجمال الطبيعة (كاراكورو، لمسيلة، التكتاته، N'doumeily ، Takhada ، Laweinatt ، لكليبيه (لعوينات)).